# Municipio de Jaltocán
El municipio de Jaltocán es uno de los ochenta y cuatro municipios que conforman el estado de Hidalgo, México. La cabecera municipal y la localidad más poblada es Jaltocán.
El municipio se localiza al norte del territorio hidalguense entre los paralelos 21°6′ y 21°12′ de latitud norte; los meridianos 98°29′ y 98°34′ de longitud oeste; con una altitud entre 100 y 600 m s. n. m. Este municipio cuenta con una superficie de 38.40 km², y representa el 0.18 % de la superficie del estado; dentro de la región geográfica denominada como Huasteca hidalguense.
Colinda al norte con los municipios de San Felipe Orizatlán y Huejutla de Reyes; al este con el municipio de Huejutla de Reyes; al sur con el municipio de Huejutla de Reyes; al oeste con los municipios de Huejutla de Reyes y San Felipe Orizatlán.

## Toponimia
Del náhuatl Xalli ‘arena’, tozan ‘topo o tuza’ y can ‘lugar’ por lo que su significado sería: ‘Lugar donde hay arenales’ o "Lugar donde se siembra en arena".

## Geografía

### Relieve e hidrográfica
En cuanto a fisiografía se encuentra dentro de la provincia de la Sierra Madre Oriental; dentro de la subprovincia del Carso Huasteco. Su territorio es de sierra y meseta.
En cuanto a su geología corresponde al periodo paleógeno (78.0%) y cuaternario (18.59%). Con rocas tipo sedimentaria: lutita–arenisca (78.0%); suelo: aluvial (18.59%). En cuanto a edafología el suelo dominante es leptosol (76.0%) y phaeozem (20.59%).
En lo que respecta a la hidrología se encuentra posicionado en la región hidrológica del Pánuco; en la cuenca del río Moctezuma; dentro de las subcuencas del río Tempoal. Los ríos que cruzan principalmente el municipio son: de sur a norte el río Xiliant contribuyendo a la formación del río Jelta Cruz. Así mismo cuenta con el río calabozo y dos arroyos, hay también seis manantiales y seis pozos con agua.

### Clima
El territorio municipal se encuentran los siguientes climas con su respectivo porcentaje: Semicálido húmedo con lluvias todo el año (84.0%) y semicálido húmedo con abundantes lluvias en verano (16.0%). Presenta la mayoría del año un clima cálido extremoso, registrando una temperatura media anual de 23 °C y una precipitación pluvial de 1,750 milímetros por año.

### Ecología
En cuanto a flora está formada principalmente por acacia, totopo, guayacule, huizapole, coachapo, berenjena, acalama, corbata, zapote, capulín, limonaria. También podemos encontrar en este municipio hermosos árboles exóticos como son el naranjo, limón, chicozapote, papaya, guayaba, mango y piña. En cuanto a fauna predominan tigrillo, venado, gato montés, jabalí, armadillo, conejo y algunas aves de rapiña como halcón, además de reptiles como víbora de cascabel, coralillo.

## Demografía

### Población
De acuerdo a los resultados que presentó el Censo Población y Vivienda 2020 del INEGI, el municipio cuenta con un total de 10 523 habitantes, siendo 5138 hombres y 5385 mujeres. Tiene una densidad de 274.1 hab/km², la mitad de la población tiene 31 años o menos, existen 95 hombres por cada 100 mujeres.
El porcentaje de población que habla lengua indígena es de 73.64 %, y el porcentaje de población que se considera afromexicana o afrodescendiente es de 0.62 %. En el municipio se habla principalmente Náhuatl de la Huasteca hidalguense.
Tiene una Tasa de alfabetización de 98.8 % en la población de 15 a 24 años, de 71.6 % en la población de 25 años y más. El porcentaje de población según nivel de escolaridad, es de 21.8 % sin escolaridad, el 49.7 % con educación básica, el 16.5 % con educación media superior, el 12.0 % con educación superior, y 0.1 % no especificado.
El porcentaje de población afiliada a servicios de salud es de 89.1 %. El 9.5 % se encuentra afiliada al IMSS, el 73.8 % al INSABI, el 10.8 % al ISSSTE, 0.2 % IMSS Bienestar, 0.3 % a las dependencias de salud de PEMEX, Defensa o Marina, 1.4 % a una institución privada, y el 6.6 % a otra institución. El porcentaje de población con alguna discapacidad es de 5.7 %. El porcentaje de población según situación conyugal, el 40.7 % se encuentra casada, el 31.7 % soltera, el 16.4 % en unión libre, el 3.4 % separada, el 0.5 % divorciada, el 7.3 % viuda.
Para 2020, el total de viviendas particulares habitadas es de 2667 viviendas, representa el 0.3 % del total estatal. Con un promedio de ocupantes por vivienda 3.8 personas. Predominan las viviendas con tabique y block. En el municipio para el año 2020, el servicio de energía eléctrica abarca una cobertura del 98.8 %; el servicio de agua entubada un 53.3 %; el servicio de drenaje cubre un 92.6 %; y el servicio sanitario un 96.8  %.

### Localidades

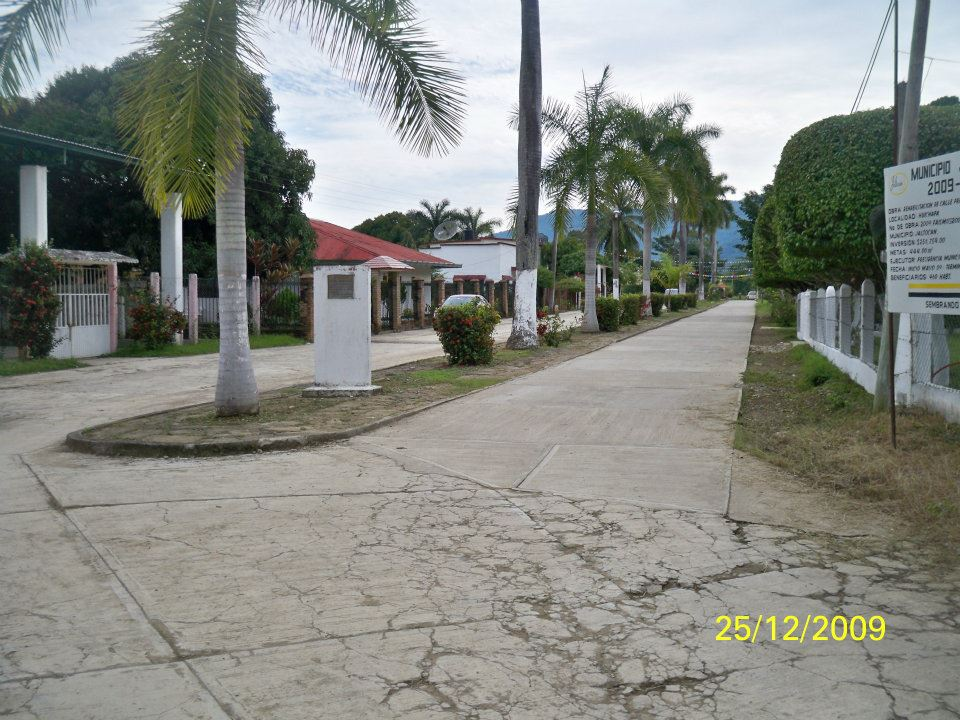
Localidad de Huichapa.

Para el año 2020, de acuerdo al Catálogo de Localidades, el municipio cuenta con 24 localidades.
| Código INEGI | Localidad           | Población (2020) | Porcentaje (%) | Ámbito Población | Categoría Población |
| ------------ | ------------------- | ---------------- | -------------- | ---------------- | ------------------- |
| 130320001    | Jaltocán            | 5919             | 56.25          | Urbano           | Cabecera municipal  |
| 130320003    | La Capilla          | 644              | 6.12           | Rural            | Comunidad           |
| 130320005    | El Chote            | 475              | 4.51           | Rural            | Ranchería           |
| 130320004    | Cuatecomaco         | 349              | 3.32           | Rural            | Ranchería           |
| 130320033    | La Lima             | 281              | 2.67           | Rural            | Ranchería           |
| 130320002    | Amáxac I            | 269              | 2.56           | Rural            | Ranchería           |
| 130320008    | Matachilillo        | 254              | 2.41           | Rural            | Ranchería           |
| 130320009    | Octatitla           | 237              | 2.25           | Rural            | Ranchería           |
| 130320013    | Vinazco             | 237              | 2.25           | Rural            | Ranchería           |
| 130320029    | Tzinancatitla       | 222              | 2.11           | Rural            | Ranchería           |
| 130320026    | Revolución Mexicana | 201              | 1.91           | Rural            | Ranchería           |
| 130320016    | La Ilusión          | 192              | 1.82           | Rural            | Ranchería           |
| 130320028    | Cuatzatzas          | 184              | 1.75           | Rural            | Ranchería           |
| 130320020    | Amáxac II           | 164              | 1.56           | Rural            | Ranchería           |
| 130320006    | Huichapa            | 163              | 1.55           | Rural            | Ranchería           |
| 130320025    | Anacleto Ramos      | 126              | 1.20           | Rural            | Ranchería           |
| 130320014    | Ahuayo              | 117              | 1.11           | Rural            | Ranchería           |
| 130320021    | Tepexicuicuil       | 117              | 1.11           | Rural            | Ranchería           |
| 130320024    | Potrero Zactipán    | 104              | 0.99           | Rural            | Ranchería           |
| 130320023    | Chiconcoac          | 96               | 0.91           | Rural            | Ranchería           |
| 130320037    | Aguacatitla         | 77               | 0.73           | Rural            | Ranchería           |
| 130320010    | Petacotita          | 41               | 0.39           | Rural            | Ranchería           |
| 130320040    | Emiliano Zapata     | 37               | 0.35           | Rural            | Ranchería           |
| 130320039    | Nuevo Rosario       | 17               | 0.16           | Rural            | Ranchería           |

## Política
Se erigió como municipio el 15 de febrero de 1826. El Honorable Ayuntamiento está compuesto por: un presidente municipal, un síndico y ocho regidores. De acuerdo al Instituto Nacional electoral (INE) el municipio está integrado por doce secciones electorales, de la 0630 a la 0641. Para la elección de diputados federales a la Cámara de Diputados de México y diputados locales al Congreso de Hidalgo, se encuentra integrado al I Distrito Electoral Federal de Hidalgo y al IV Distrito Electoral Local de Hidalgo. A nivel estatal administrativo pertenece a la Macrorregión IV y a la Microrregión IV, además de a la Región Operativa X Huejutla.

### Cronología de presidentes municipales
| Periodo                  | Nombre                        | Afiliación política        |
| ------------------------ | ----------------------------- | -------------------------- |
| 1936                     | Francisco Vargas              | -                          |
| 1937                     | Samuel L. Contreras           | -                          |
| 1938-1939                | Ramón Monterrubio             | -                          |
| 1940-1941                | Leopoldo Lara                 | -                          |
| 1942-1943                | Cristóbal Amador Lara         | -                          |
| 1944-1945                | Guillermo Amador Lara         | -                          |
| 1946                     | José Sagahón                  | -                          |
| 1947-1948                | Cristóbal Amador Lara         | -                          |
| 1949-1951                | Odilon Nava                   | -                          |
| 1952                     | Raúl Monterrubio              | -                          |
| 1953-1954                | Benjamín Hernández            | -                          |
| 1955-1957                | Joel Amador Lara              | -                          |
| 1958-1959                | GuillermO Amador Lara         | -                          |
| 1960                     | Martín Lara Amador            | -                          |
| 1961-1962                | José Hernández Bustos         | -                          |
| 1962-1963                | Epigmenio Bustos Hernández    | -                          |
| 1964-1967                | Hazael Hernández Zúñiga       | -                          |
| 1967-1970                | Cristóbal Amador Lara         | -                          |
| 1970-1973                | Joaquín Ortega Lara           | -                          |
| 1973-1975                | Wolstano Hervert García       | -                          |
| 1975-1976                | Isidoro Medina Amador         | -                          |
| 1976-1979                | Antonio Morales Montaño       | -                          |
| 1979-1982                | Román Hernández Sagahón       | -                          |
| 1982-1985                | Adrián Vázquez Galván         | -                          |
| 1985                     | Luis Amador Espinosa          | -                          |
| 1985-1988                | José Refugio Rivera Castillo  | Concejo Municipal Interino |
| 1988-1991                | Marcelino Hernández Hernández | -                          |
| 1991-1994                | Ignacio Lara Ramírez          | -                          |
| 16/01/1994 al 15/01/1997 | Telesforo Hernández Hernández | PRI                        |
| 16/01/1997 al 15/01/2000 | Valeriano García Hernández    | PRI                        |
| 16/01/2000 al 15/01/2003 | Hermilo Hernández Monterrubio | PRI                        |
| 16/01/2003 al 15/01/2006 | Pedro Román Beeto Romero      | PRI                        |
| 16/01/2006 al 15/01/2009 | Guillermo Amador Lara         | PRD                        |
| 16/01/2009 al 15/01/2012 | Concepción Amador Lara        | PRD                        |
| 16/01/2012 al 04/09/2016 | Hipólito Hernández Aquino     | PRI                        |
| 05/09/2016 al 04/09/2020 | Guillermo Amador Lara         | PRD                        |
| 05/09/2020 al 14/12/2020 | Víctor Noé Rivera Monterrubio | Concejo Municipal Interino |
| 15/12/2024 al 04/09/2024 | Iván Lara Tovar               | PRD                        |
| 05/09/2024 al 04/09/2027 | Guillermo Amador Lara         | Morena                     |

## Economía
En 2015 el municipio presenta un IDH de 0.707 Alto, por lo que ocupa el lugar 42.º a nivel estatal; y en 2005 presentó un PIB de $228 006 752 pesos mexicanos, y un PIB per cápita de $22 212 (precios corrientes de 2005).
De acuerdo con el Consejo Nacional de Evaluación de la Política de Desarrollo Social (Coneval), el municipio registra un Índice de Marginación Medio. El 50.2% de la población se encuentra en pobreza moderada y 31.6% se encuentra en pobreza extrema. En 2015, el municipio ocupó el lugar 60 de 84 municipios en la escala estatal de rezago social.
A datos de 2015, en materia de agricultura, se produce maíz con 1133 ha sembradas y el fríjol con 27 ha. En cuanto al café, se mantiene un importante cultivo de 458 hectáreas sembradas, siendo este uno de los principales cultivos del municipio. En ganadería se tiene 10 224 cabezas de ganado, 2,080 corresponden al ganado porcino y 867 al ganado ovino, así mismo se cuentan con aves de engorda, con una población de 24 820 aves de corral, en cuanto a las abejas, se cuenta con un total de 300 panales.
Para 2015 existen 622 unidades económicas, que generaban empleos para 1276 personas. En lo que respecta al comercio, se cuenta con diez tiendas Diconsa, y una tiendas Liconsa. De acuerdo con cifras al año 2015 presentadas en los censos económicos del INEGI, la Población Económicamente Activa (PEA) del municipio asciende a 3693 de las cuales 3596 se encuentran ocupadas y 97 se encuentran desocupadas. El 29.6% pertenece al sector primario, el 24.3% pertenece al sector secundario, el 45.4% pertenece al sector terciario.